# Eugene McManus
Eugene McManus (ur. 20 lipca 1962) – irlandzki judoka. Olimpijczyk z Seulu 1988, gdzie zajął dziewiętnaste miejsce w wadze lekkiej.
Uczestnik zawodów międzynarodowych.

## Letnie Igrzyska Olimpijskie 1988
| Konkurencja | Eliminacje              | Klas. końcowa |
| Konkurencja | Przeciwnik I            | Miejsce       |
| ----------- | ----------------------- | ------------- |
| 71 kg       | Hugo d’Assunção (POR) P | 19.           |